# 吉田あゆみ (バレーボール)
吉田 あゆみ（よしだ あゆみ、2000年8月7日 - ）は、日本の女子バレーボール選手。

## 来歴
埼玉県所沢市出身。3人姉妹の三女。小学3年生のとき、母の影響を受け自身もバレーボールを始めた。
2018年2月24-25日に渡って大阪府の守口市民体育館で開催される第15回2018全日本ジュニアオールスタードリームマッチ女子にSTARチームメンバーとして選出された。
2018年6月10-17日に渡ってベトナムのバクニンで行われる第19回アジアジュニア女子選手権大会の代表メンバー12名に選出された。全6試合中5試合にスターティングメンバーとして出場し、主にサーブ・アタックで存在感を発揮。日本代表チームの優勝に大きく貢献し、自身もベストアウトサイドスパイカー賞を受賞。
2018年11月19-23日、ジュニア女子とユース女子日本代表チームの合同強化合宿に参加。

### NECレッドロケッツ 時代
2019年1月25日、NECレッドロケッツへの入団内定が発表された。
2019年2月15日、同年7月と9月に控えたU18/U20女子世界選手権の代表候補選手らによる合同強化合宿にU20女子メンバーとして参加。
2019年3月25-29日、来月7日からメキシコで開催される女子U20世界選手権に向けて行われた代表候補選手選考合宿に参加。
2019年5月22-26日、同年7月にメキシコで開催される世界選手権に向けた選考・強化合宿に参加
2023年、2022-23シーズン終了をもってNECレッドロケッツを退団し、群馬銀行グリーンウイングス（現・群馬グリーンウイングス）に移籍した。
2024年、群馬グリーンウイングスを退団。

## 所属チーム
- 所沢市立所沢小学校（所沢育星JVC）[1]
- 所沢市立山口中学校[1]
- 古川学園高等学校
- NECレッドロケッツ #15（2019-2023年）
- 群馬銀行グリーンウイングス/群馬グリーンウイングス（2023-2024年）

## 球歴
- 2016年 高校総体[9]
- 2016年 第71回国民体育大会[9]
- 2016年 第69回全日本バレーボール高等学校選手権大会[9]
- 2017年 高校総体：ベスト8[9]
- 2017年 第72回国民体育大会：6位[9]
- 2017年 第70回全日本バレーボール高等学校選手権大会[9]
- 2018年 第19回アジアジュニア女子選手権大会：優勝[9]
- 2018年 高校総体[9]
- 2018年 第73回国民体育大会[9]
- 2018年 天皇杯皇后杯[9]
- 2018年 第71回全日本バレーボール高等学校選手権大会[9]

## 受賞歴
- 2018年 第19回アジアジュニア女子選手権大会：ベストアウトサイドスパイカー賞[9]
- 2019年 V・サマーリーグ東部大会：敢闘賞[20]

## 個人成績
V.LEAGUEの個人成績は下記の通り。
| 大会        | チーム      | 出場     | 出場        | アタック | アタック | アタック | アタック | バックアタック | バックアタック | バックアタック | バックアタック | アタック 決定本数 | ブロック | ブロック       | サーブ | サーブ         | サーブ   | サーブ | サーブ | サーブ   | サーブレシーブ | サーブレシーブ | サーブレシーブ | サーブレシーブ | 総得点      | 総得点      | 総得点   | 総得点      |
| ----------- | ----------- | -------- | ----------- | -------- | -------- | -------- | -------- | -------------- | -------------- | -------------- | -------------- | ----------------- | -------- | -------------- | ------ | -------------- | -------- | ------ | ------ | -------- | -------------- | -------------- | -------------- | -------------- | ----------- | ----------- | -------- | ----------- |
| 大会        | チーム      | 試 合 数 | セ ッ ト 数 | 打 数    | 得 点    | 失 点    | 決 定 率 | 打 数          | 得 点          | 失 点          | 決 定 率       | セ ッ ト 平 均    | 得 点    | セ ッ ト 平 均 | 打 数  | ノ 丨 タ ッ チ | エ 丨 ス | 失 点  | 効 果  | 効 果 率 | 受 数          | 成 功 ・ 優    | 成 功 ・ 良    | 成 功 率       | ア タ ッ ク | ブ ロ ッ ク | サ 丨 ブ | 得 点 合 計 |
| V1 2020-21  | NEC         | 19       | 28          | 203      | 88       | 12       | 43.3     | 9              | 1              | 0              | 11.1           | 3.14              | 3        | 0.11           | 81     | 0              | 2        | 10     | 21     | 5.9      | 196            | 68             | 46             | 46.4           | 88          | 3           | 2        | 93          |
| V1 2019-20  | NEC         | 15       | 4           | 0        | 0        | 0        | -        | 0              | 0              | 0              | -              | -                 | 0        | -              | 5      | 1              | 0        | 1      | 0      | 15.0     | 0              | 0              | 0              | -              | 0           | 0           | 1        | 1           |
| 通算：2大会 | 通算：2大会 | 34       | 32          | 203      | 88       | 12       | 43.3     | 9              | 1              | 0              | 11.1           | 2.75              | 3        | 0.09           | 86     | 1              | 2        | 11     | 21     | 6.4      | 196            | 68             | 46             | 46.4           | 88          | 3           | 3        | 94          |